# تي إس إنترتينمنت
تي إس إنترتينمنت (تعرف أيضا بي تي إس إنتر (티에스이엔티이알)) هي شركة تسجيلات كورية جنوبية ووكالة ترفيه أسسها كم تي سنغ في عام 2008  .تقع في  788-6، هانم دونغ، حي يونغسان، سول، كوريا الجنوبية. الشركة هي المسؤولة عن  إدارة مجموعات الآيدول مثل سيكرت، وبي.أيه.بي، والثنائي الهيب هوب أنتوشابل وسونامو.

## الفنانين

### فرق
- أنتوشابل
- سيكرت
- بي.أيه.بي
- سونامو

### مغنين فرديين
- Song Jieun
- Jun Hyoseong
- بانج يونغ غوك

### ممثلين / ممثلات
- Han Soo-yeon
- Han Sunhwa
- Jun Hyoseong[3]
- Song Jieun[4]
- Jung Hana[5]

## روابط خارجية
- الموقع الإلكتروني